# 石川県道242号久江鹿西線
石川県道242号久江鹿西線（いしかわけんどう242ごう くえろくせいせん）は、石川県鹿島郡中能登町にある一般県道（石川県道）である。

## 概要
- 起点：石川県鹿島郡中能登町久江ヨ2番2地先（＝久江東交差点・石川県道244号七尾鹿島羽咋線交点）
- 終点：石川県鹿島郡中能登町能登部上テ12番1地先（＝能登部交差点・石川県道250号能登部停車場線、石川県道251号志賀鹿西線終点、石川県道2号七尾羽咋線交点）

中能登町鹿島地区を縦貫する東往来（石川県道244号七尾鹿島羽咋線。以下同じ）と、鹿西地区を縦貫する西往来（石川県道2号七尾羽咋線。以下同じ）との間を邑知地溝帯を横断して結ぶ。東西両往来を結ぶ石川県道としては、石川県道325号良川磯辺線と石川県道304号鹿西氷見線の間に位置する。

## 現況
車道は、全区間両側2車線（片側1車線）の幅員が確保され、センターラインには白い破線がひかれている。規格改良が進み、当県道の規格改良率は100％である。歩道は全区間の約96％にあたる2,192mに設置されている。このうち、久江東交差点から久江西交差点にかけての久江バイパスには、高木が植えられた並木道となっている。終点に近い中能登町能登部下には、地下水を水源とする消雪パイプが165m設置されている。
国道159号鹿島バイパスの久江西交差点には、能登部方向に「能登有料」の案内標識も併設され、石川県道251号志賀鹿西線を経て能登有料道路・上棚矢駄インターチェンジと接続している。当県道は高速道路網や地域高規格道路網から外れた鹿島地区から接続するアクセス道路としても活用されている。
沿道には県道番号標識が随所に立てられている。また、道路管理者である「石川県」の標示や県道番号が入ったデリニエーターも随所に設置されている。当県道と交差する主要道路の交差点手前にも当県道を標す「方面および方向」の案内標識（108の2-A）や都道府県道番号（一般都道府県道）の案内標識（118の2-B、118の2-C）が立てられ、当県道の県道番号242号がそれぞれ標示されている。

## 歴史
- 1960年（昭和35年）10月15日：路線認定。
- 1970年代後半から1980年代前半にかけて、鹿島町久江（現在の中能登町久江）地内北部に新道（久江バイパス）を建設し、起点が久江交差点から久江東交差点に変わる。
- 2004年（平成16年）：JR七尾線と交差する久江踏切の拡幅工事が完了する。

## 接続道路
- 石川県道244号七尾鹿島羽咋線（鹿島郡中能登町久江・久江東交差点：起点）
- 国道159号鹿島バイパス（中能登町久江・久江西交差点）
- 石川県道2号七尾羽咋線、石川県道250号能登部停車場線、石川県道251号志賀鹿西線（中能登町能登部上・能登部交差点：終点）

## 通過する自治体
- 石川県
  - 鹿島郡中能登町

## バス路線
- わずかの距離ではあるが、下記の2路線が当県道を経由している。ただし、各路線とも当県道区間内にバス停は設けられていない。
  - 北鉄能登バス（後山線：久江踏切北詰 - 終点）
  - 中能登コミュニティバス（「まほろば号」：久江踏切南詰 - 久江踏切北詰）

## 周辺
- 鍋塚（鍋山古墳）
- 道閑公園
- 久江川
- 中能登町立久江小学校（休校中）
- 若草団地
- 長曽川
- カミムラ
- JR七尾線 能登部駅
- JA能登わかば 鹿西支店
- 石川県立鹿西高等学校
- 励志館
- 鹿西公民館
- 中能登町立鹿西中学校
- 鹿西武道館
- 中能登町立鹿西小学校
- 雨の宮古墳群
- 眉丈山